# Cryptomastax
Cryptomastax is een geslacht van rechtvleugeligen uit de familie Euschmidtiidae. De wetenschappelijke naam van dit geslacht is voor het eerst geldig gepubliceerd in 1971 door Descamps.

## Soorten
Het geslacht Cryptomastax omvat de volgende soorten:
- Cryptomastax bicolor Descamps, 1971
- Cryptomastax comoroensis Descamps, 1971
- Cryptomastax rostrata Descamps, 1971